# Disa reticulata
Disa reticulata es una especie de orquídea de hábito terrestre originaria de Sudáfrica.
Es una orquídea, perteneciente a la subtribu Disinae. Aunque durante mucho tiempo ha sido clasificado como un género separado llamado Monadenia, análisis moleculares recientes indican su mejor posición en el género Disa.

## Descripción
Se trata de una delicada planta con hojas a lo largo del tallo, de tamaño mediano, que prefiere el clima fresco a frío, es de hábito terrestre con un tallo erecto completamente envuelto por hojas linear-lanceoladas, erectas, agudas. Florece en una inflorescencia  terminal, cilíndrica, con largas brácteas . La inflorescencia es muy densa y está compuesta por muchas flores diminutas que apenas tienen tiene interés botánico, con rostelo simple y  viscidio único.
Se trata de una orquídea de tamaño mediano, que prefiere el clima frío, es de hábito terrestre.

## Distribución y hábitat
Se encuentra en el sudoeste de la Provincia del Cabo.

## Taxonomía
Disa reticulata fue descrita por Harry Bolus  y publicado en Journal of the Linnean Society, Botany 22: 73. 1885.
Etimología
Disa : el nombre de este género es una referencia a  Disa, la heroína de la mitología nórdica hecha por el botánico Carl Peter Thunberg.
reticulata: epíteto latino de reticulatus que significa "reticulado, con forma de red".
Sinonimia
- Monadenia reticulata (Bolus) T.Durand & Schinz 1894 [5][6][3]